# Gnoma atomaria
Gnoma atomaria es una especie de escarabajo longicornio del género Gnoma, tribu Gnomini, orden Coleoptera. Fue descrita científicamente por Guérin-Méneville en 1834.

## Descripción
Mide 15 milímetros de longitud.

## Distribución
Se distribuye por India.